# Nieuwe Plantage (Delft)

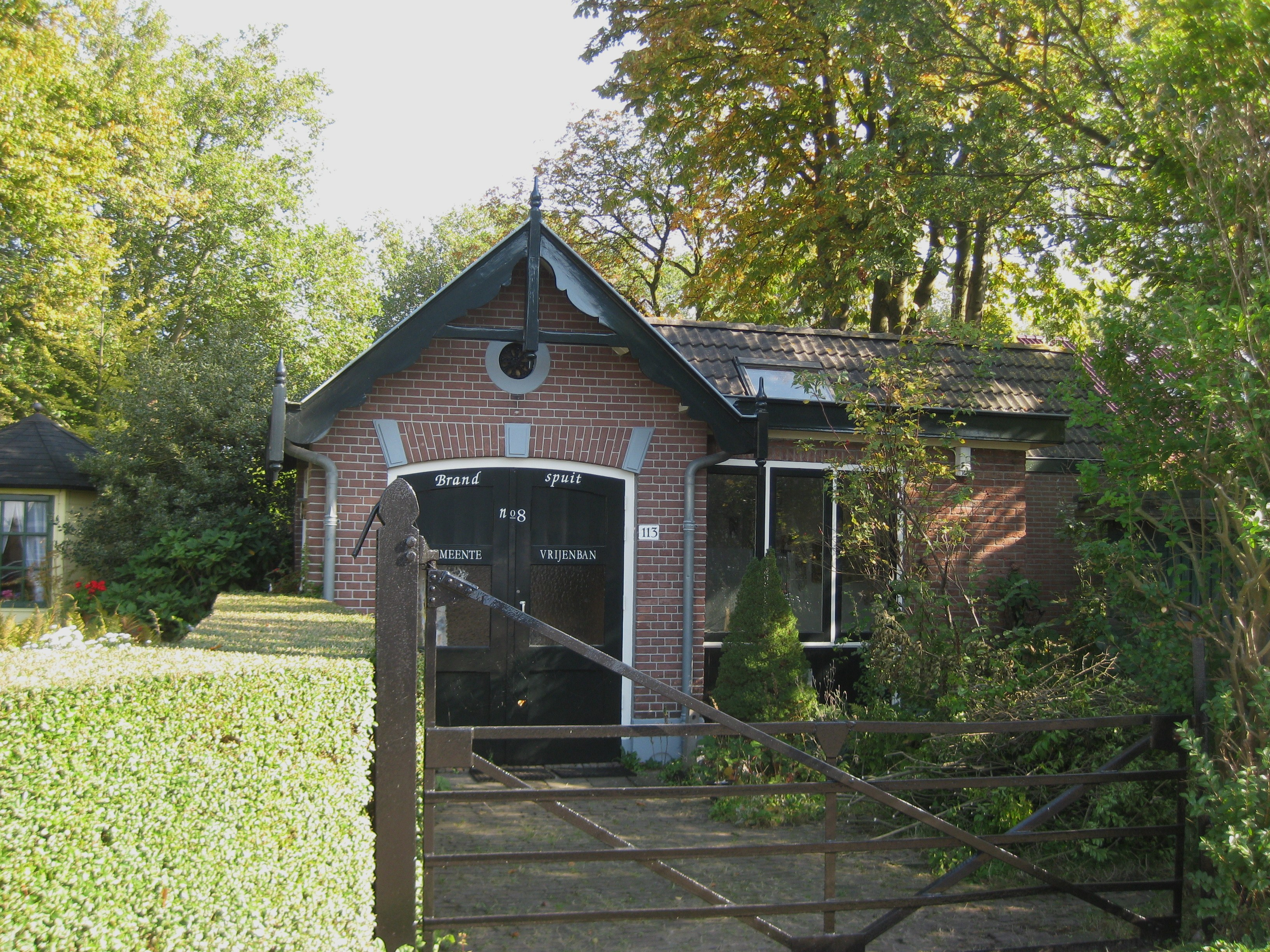
Brandspuithuisje op nr. 113. ca 1890

Nieuwe Plantage is een straat, park en buurt in de stad Delft in de Nederlandse provincie Zuid-Holland. Het gebied is gelegen direct ten noorden van de binnenstad en wordt gerekend tot Centrum-Noord, een deel van de wijk Centrum. Tot 1921 behoorde het deel van de wijk tussen de Nieuwe Plantage en het Rijn-Schiekanaal bij de voormalige gemeente Vrijenban.
Als straatnaam loopt de Nieuwe Plantage van de splitsing in de Vliet tot aan de Duivelsgatbrug.
De Nieuwe Plantage omvat veel aaneengesloten twee-, drie- en vierlaagse herenhuizen met een brede groenstrook. In de aanwijzing van de gemeente Delft wordt de waardering van het gebied als volgt beschreven:
Van algemeen belang zijn vanwege hun bijzondere architectuurhistorische, sociaal-economische en cultuurhistorische waarden: de goed herkenbare en grotendeels uiterst gave historisch-ruimtelijke structuur en het historisch bebouwingsbeeld van Delft-Noord, waarin in het bijzonder de fysiek-ruimtelijke aspecten van de direct met de opkomst van de grootindustrie samenhangende historisch-stedenbouwkundige ontwikkelingen worden weerspiegeld.
Een groot deel van de wijk werd in februari 2011 definitief aangewezen tot beschermd stadsgezicht.
De naam zou afkomstig zijn van een plantage die er rond 1677 was.

## Ontstaan
Landschapsarchitect H.A.C. (Hugo) Poortman ontwierp in 1894 de plantsoenaanleg van de Nieuwe Plantage volgens de Engelse landschapsstijl. De stadsgracht werd gedempt en de Vliet werd omgelegd achter de huizen van de Nieuwe Plantage langs en vormt nu het Rijn-Schiekanaal. Op die manier ontstond ook het Wallerpark, nu een ruig parkbos naast de oprit van de Reineveldbrug, bij het voormalige raadhuis van Vrijenban.

## Monumenten
In het plantsoen staat het verzetsmonument van Delft naar een ontwerp van Gradus van Eden. Het is een bronzen beeld van een staande vrouwenfiguur met in haar rechterhand een brandende toorts, die het verzetsvuur symboliseert. Op 4 mei 1950 werd het beeld onthuld. Jaarlijks wordt hier op 4 mei een dodenherdenking georganiseerd.
Aan de westzijde van het plantsoen ligt een vijvertje met een herdenkingsmonument ter ere van Koningin Wilhelmina ontworpen door Henk Etienne.

### Trams
In 1866 ging de eerste interlokale paardentram in Nederland tussen Den Haag en Delft rijden. De huidige Reineveldbrug bestond nog niet; in plaats daarvan was er een lage krappe brug ter hoogte van Nieuwe Plantage no. 115. Tot 1931 ging al het verkeer daar overheen. Ook de paardentram, vanaf 1887 de stoomtram, en vanaf 1923 de elektrische tram. Er kon één voertuig tegelijk over de brug. Vervolgens reden de trams verder de Nieuwe Plantage af, maar bij de Lepelbrug verlieten ze deze straat om verder te rijden door het Kalverbos. De paardentram en stoomtram reden daarna over Noordeinde en Oude Delft; de elektrische tram had eerst zijn eindpunt bij het Kalverbos; in 1929 ging die pas door rijden, maar wel om de stad heen. Op de Nieuwe Plantage, waar nu de brughelling is, was tussen 1887 en 1907 de stoomtram remise.
Anno 2024 hebben tram 1 en tram 19 een halte met de naam Nieuwe Plantage. Van 2013-2017 was het de eindhalte van tram 19 op een speciaal aangelegd derde kopspoor.

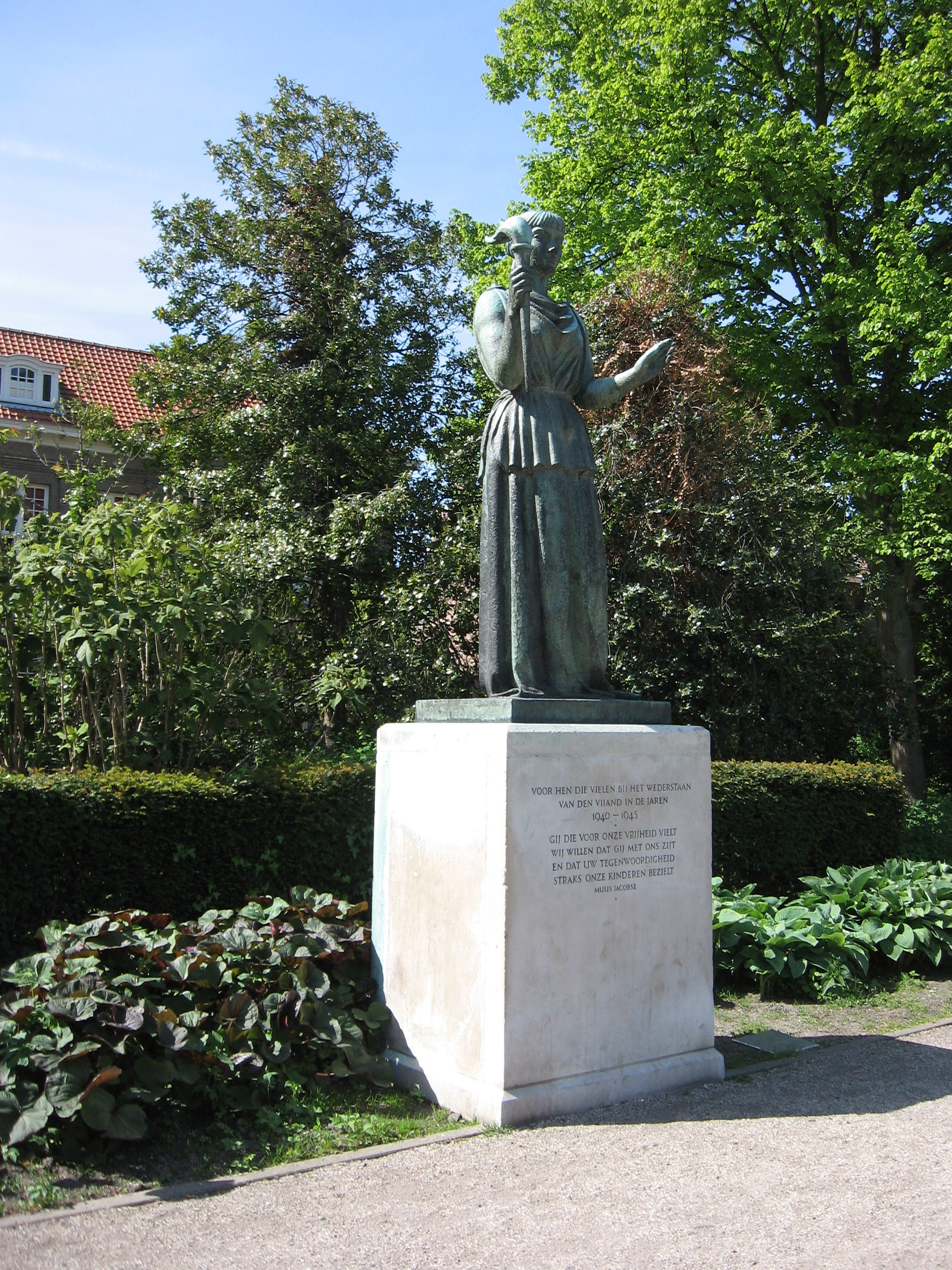
Verzetsmonument Delft
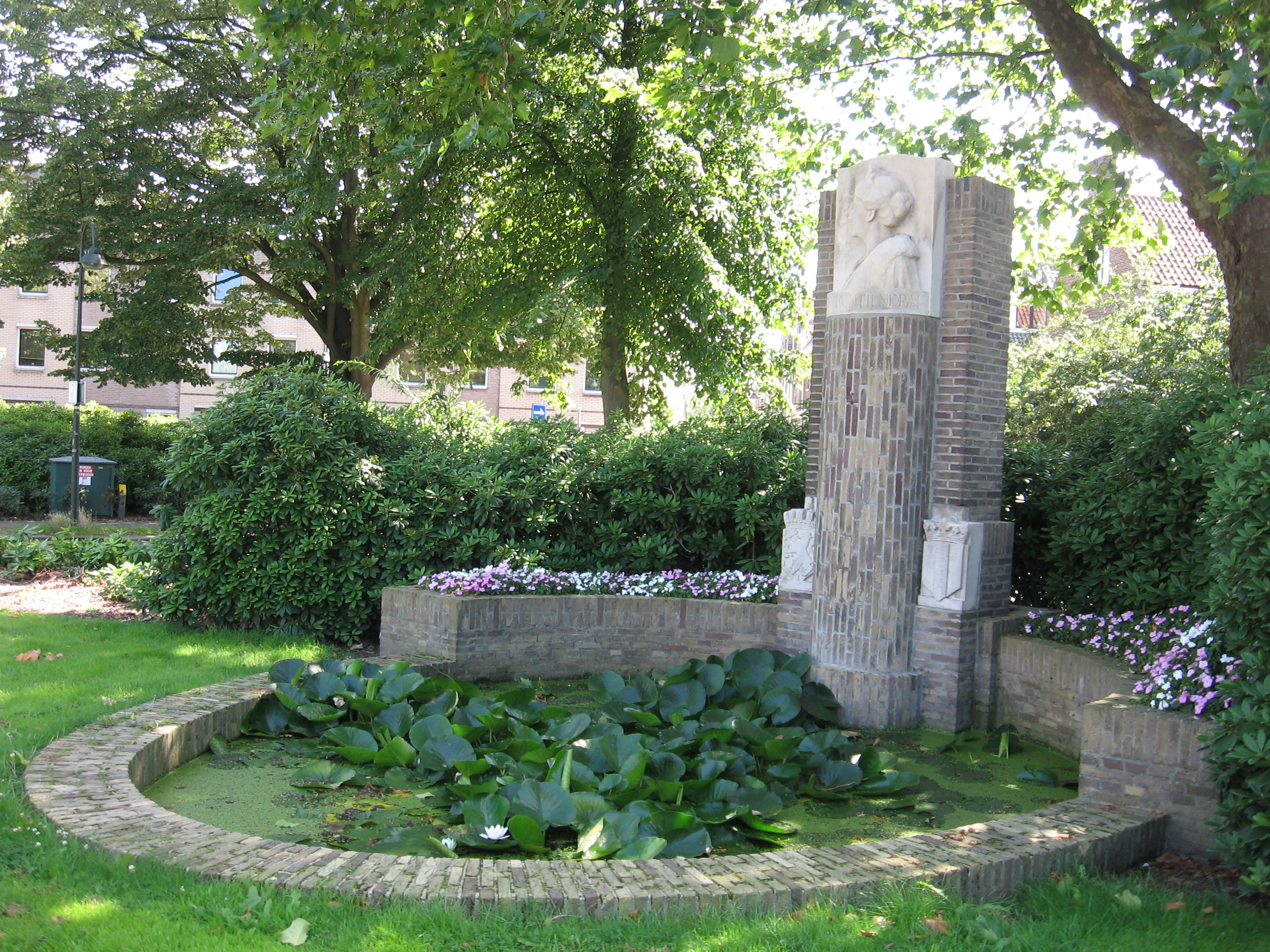
Vijvertje ter ere van Koningin Wilhelmina
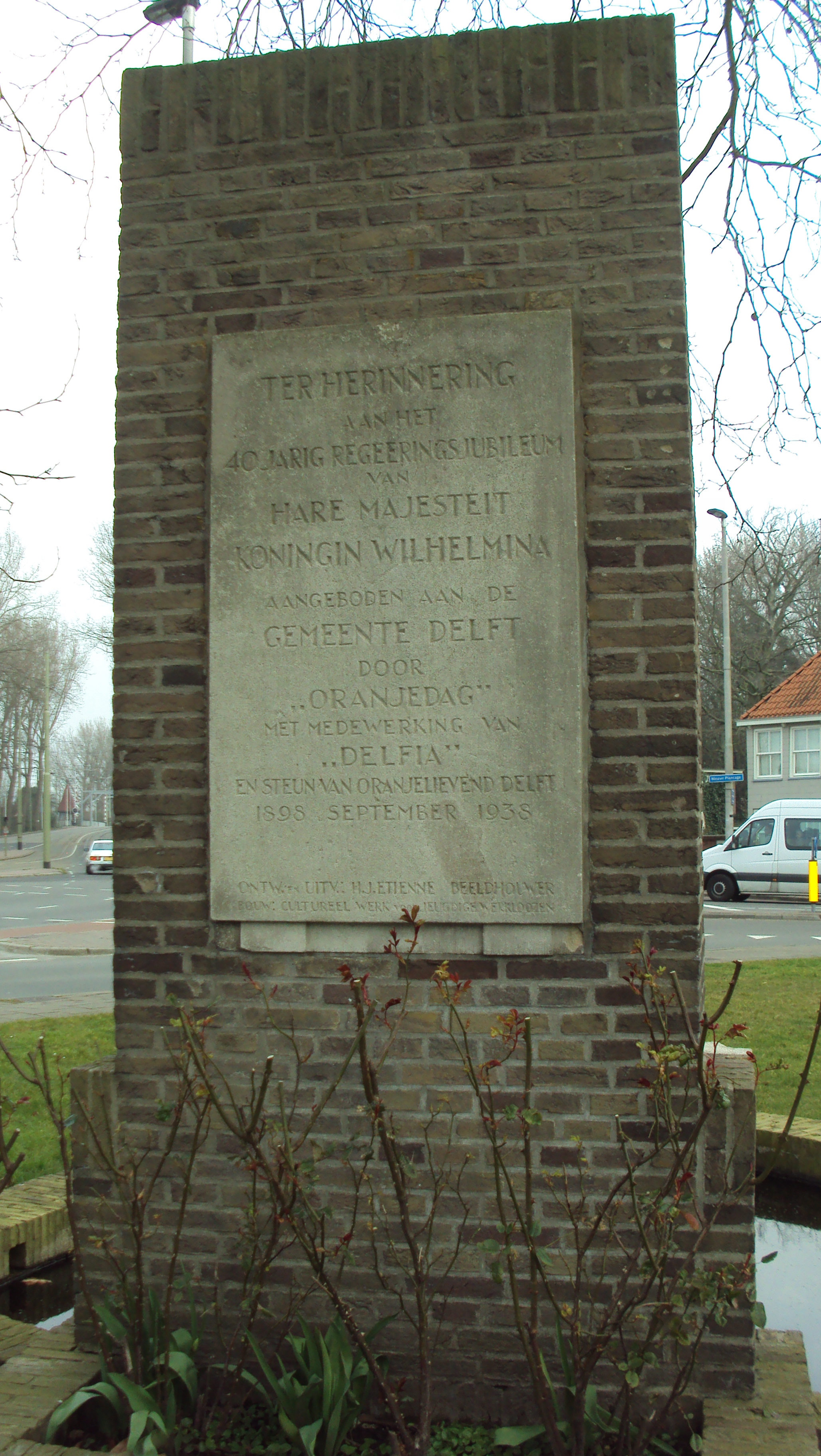
Detail op achterkant van het monument